# François-Régis de La Bourdonnaye
Pour les autres membres de la famille, voir famille de La Bourdonnaye.
François Régis de La Bourdonnaye, comte de La Bourdonnaye, né le 19 mars 1767 à La Varenne et mort le 28 juillet 1839 au château du Mésangeau, est un homme politique français. Il est surnommé le "jacobin blanc" par Élie Decazes.
Après une carrière d'élu local du Maine-et-Loire sous le Premier Empire, il devient parlementaire durant quasiment toute la Restauration, cinq fois élu député. Il est l'un des chefs contre-révolutionnaires les plus radicaux durant la Restauration en étant à la tête de la faction des « pointus » de la mouvance Ultraroyaliste. Il est brièvement ministre français de l'Intérieur sous Charles-X. Il est connu pour son opposition farouche aux premiers ministères de la Restauration, puis par une opposition plus modérée au ministère Martignac, puis enfin pour sa brève participation au ministère Polignac.

## Jeunesse
François-Régis de la Bourdonnaye appartient à la famille de La Bourdonnaye. Famille d'origine bretonne dont la noblesse remonte, selon Régis Valette, à 1427,. La branche de François-Régis s'est installée en Anjou un siècle avant sa naissance.
Il est le fils de Joseph Avoye de La Bourdonnaye de Liré et de Bonne Jeanne Tranchant du Tret.
Durant sa jeunesse, son père, déjà âgé, ne s'occupe que peu de son éducation, laissant ce soin à sa mère et son frère aîné Julien Anne Joseph de La Bourdonnaye (Né en 1745, prêtre, qui fut successivement Vicaire Général de Tours, Cambrai, Angers et Nantes, décédé en 1809).
À la mort de son père, il interrompt ses études au collège de Beaupréau pour entrer en 1786 comme officier au Régiment d'Austrasie-Infanterie où il servira jusqu'à la Révolution.
Dès le début de la Révolution, il met son dévouement monarchique au service de Louis XVI. Il est officier municipal à Angers en 1790.
Il rejoint les Chevaliers du poignard. Il est arrêté le 28 février 1791 aux Tuileries par la Garde nationale. D'abord emprisonné à l'Abbaye, il est relâché au bout de quelques jours et renvoyé dans son régiment en garnison à Briançon.

## L'émigration
C'est alors qu'il émigre pour la Suisse, avec nombre de ses camarades, et sert dans l'armée de Condé à partir d'octobre 1791.
Il passe ensuite quelques mois en Suisse avant de rentrer en France sous le Directoire.
Il s'installe tout d'abord à Orléans sous le faux nom de Guibert, puis s'établit à Angers, où il épouse, le 9 septembre 1797, Émilie Vollaige de Vaugirault dont il aura un fils, Charles Marie Adolphe de La Bourdonnaye (1806-1842).
Mais le coup d'État du 18 fructidor an V (4 septembre 1797) le contraint, à peine quinze jours après son mariage, à s'exiler en Suisse, où il restera jusqu'en octobre 1802. Il en profite pour étudier la nature et les diverses formes de gouvernements. C'est à cette époque qu'il s'enthousiasme pour la Constitution anglaise.
Grâce au sénatus-consulte de 1802, il rentre en France pour s'installer au château du Mésengeau, en la commune de Drain, qu'il fait reconstruire à l'emplacement d'une gentilhommière incendiée en 1794.

## Débuts politiques sous l’Empire
Il est alors appelé au collège départemental de Maine-et-Loire pour le canton de Champtoceaux.
Rallié à l'Empire, il est nommé le 16 fructidor an XI (3 septembre 1803), par décret du Premier consul, conseiller général de Maine-et-Loire.
En l'an XII, il entre au conseil municipal d’Angers, où il restera jusqu'en 1830.
Il soutint en 1806 au sein du conseil général de Maine-et-Loire l'adresse à Bonaparte pour l'hérédité de la couronne.
En 1807, il brigue et obtient la candidature au Corps législatif, mais Napoléon, redoutant de voir apparaître en cette institution des orateurs de talents, refuse de le nommer.
La même année, il devient Secrétaire du conseil général de Maine-et-Loire, avant d’en devenir son Président du 10 mai 1813 au 16 juin 1818. Il le sera à nouveau du 6 août 1819 au 2 septembre 1822 puis du 5 juin 1823 au 18 juillet 1825 et enfin du 16 août 1827 au 27 août 1829, où il démissionne du Conseil général.
En 1814, comme Président du Conseil général, il fut le premier à prêter serment de fidélité à Louis XVIII, qu'il reçut ensuite de ses collègues.
Cependant, il ne fait pas preuve d'un enthousiasme débordant dans son adresse au roi,. Il demande que « nos anciennes institutions restent en harmonie avec nos lois ». Il demande aussi que seuls les biens non vendus des Émigrés leur soient restitués. Enfin, il termine en disant que « La modération de Votre Majesté, la sagesse de sa politique, nous garantisse au milieu des nations, la place que réclament notre gloire et nos intérêts. »
Cependant, les évènements des Cent-Jours modifient profondément sa position. Horrifié par l'abandon brutal de l'armée et de ceux qui, la veille encore, soutenaient Louis XVIII, il sombre dans la haine et le ressentiment.
C'est pourquoi, lorsqu'il participa au Collège électoral de Maine-et-Loire au début d'août 1815, son discours a complètement changé et il y exprime des opinions qui déjà apparaissent extrêmes, concluant son discours par ses termes : « Sire, soyez puissant pour être juste, soyez fort pour être clément. »

## Député sous la Restauration

### Premier mandat de député de 1815 à 1816

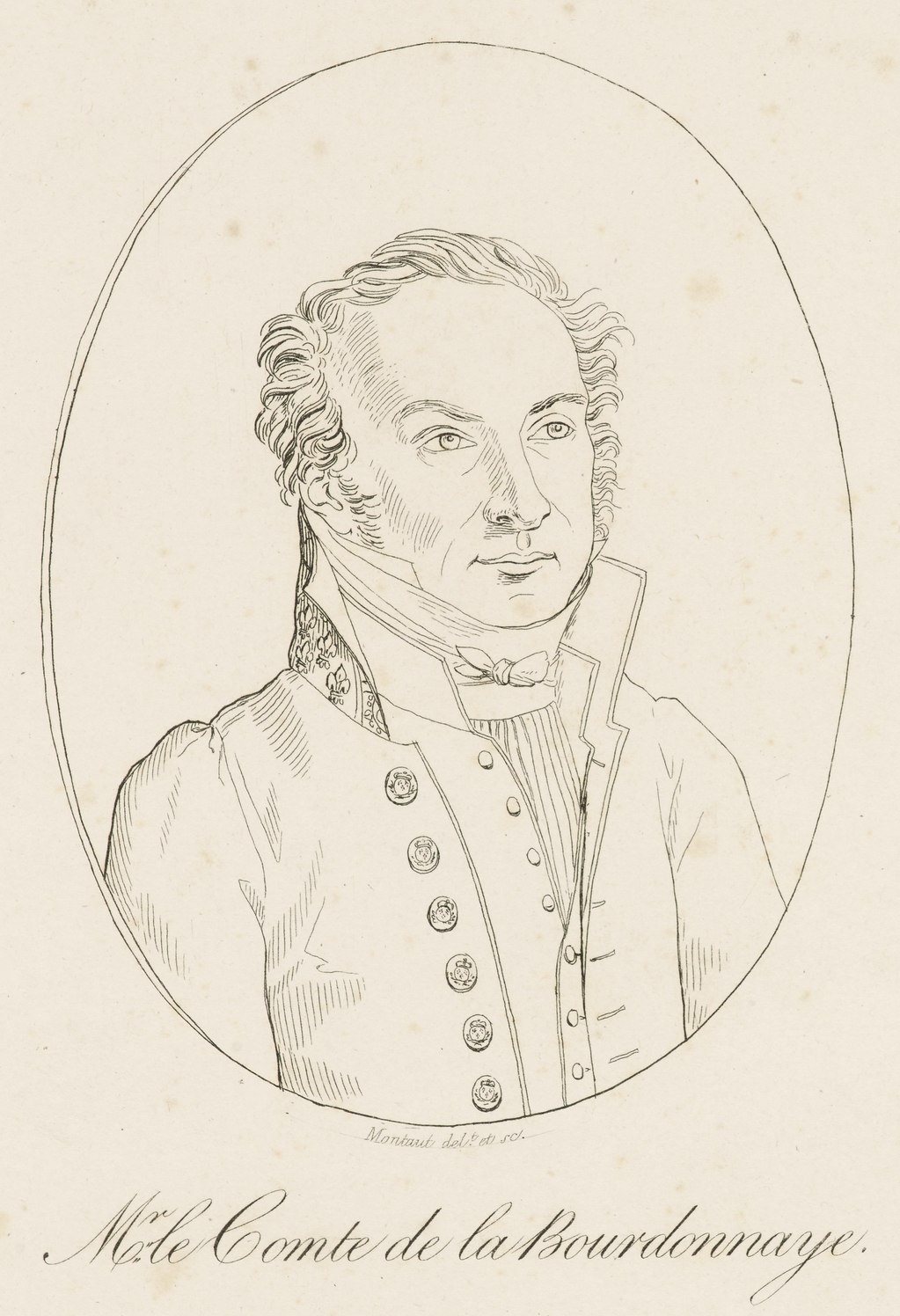
François-Régis, comte de La Bourdonnaye

Le 22 août 1815, il est élu, par le collège du département, député de Maine-et-Loire, à une faible majorité et à la fin de la liste par 107 voix sur 213 votants et 276 inscrits.
Il se fit, dans un premier temps, peu remarquer.
Rapporteur d'une commission chargée d'apprécier les modifications au règlement de la chambre, il prit une position, lors de son rapport le 26 octobre 1815, qui fut peu comprise par la chambre. Il y défendait en effet le droit de pétition et le caractère sacré des droits que la charte avait garantie à la nation.
Mais très vite, il devient le chef du groupe des « pointus », la frange extrémiste des ultraroyalistes.
Son premier fait d'armes fut sa motion sur « l'amnistie » qu'il défendit « avec des paroles terribles ». Il réclame alors « des fers, des bourreaux, des supplices »
Dès le 10 novembre 1815, il avait présenté en comité secret sa motion qui débutait par une formule d'amnistie pour ensuite en exclure plusieurs catégories de personnes :
- La première catégorie comprenait les titulaires des grandes charges administratives et militaires ayant constitué le gouvernement des Cent-Jours.
- La seconde catégorie comprenait les généraux, les commandants de place ou de corps, les préfets qui étaient passés à l'"usurpateur".
- La troisième catégorie comprenait ceux qui avaient accepté des places de l'"usurpateur", siégé dans les chambres ou signé l'acte additionnel.

Les individus relevant des deux premières catégories devaient être immédiatement jugés et condamnés suivant l'article 87 du code pénal, c'est-à-dire à la peine de mort. Tandis que les individus relevant de la troisième catégorie devaient être condamnés à la mort civile.
Pour tous, leurs revenus devaient être séquestrés.
Cette proposition valu à La Bourdonnaye d'être appelé L'homme aux catégories par ses opposants libéraux.
Une commission fut alors chargée d'examiner cette motion, qui servit de base au fameux projet de loi dite « d'amnistie » qui fut déposé par le duc de Richelieu, le 8 décembre 1815.
Le projet ministériel, qui atténuait la rigueur de la motion de la Bourdonnaye, fut adopté, malgré les efforts du rapporteur, Jacques-Joseph Corbière, qui tenta de rétablir en vain les fameuses catégories qui avaient été supprimées par le Ministère.
La Bourdonnaye n'en défendit pas moins avec ardeur cette loi :
Cependant, il clôt son discours en développant ses théories sur le gouvernement représentatif, . » 
Dans ces deux extraits des discours de La Bourdonnaye, on trouve les deux éléments essentiels et pourtant a priori contradictoires de toute sa carrière politique, à savoir la défense à outrance de la monarchie mais aussi le respect de l'opposition et du système représentatif de gouvernement.
Il participa le 12 février 1816 à l'important débat sur le projet de loi sur les élections, présenté par le comte de Vaublanc, ministre de l'intérieur. S'il était globalement en accord avec le projet amendé par la commission, il s'opposa à certains points, notamment sur l'âge minimum pour être élu député qu'il considérait devoir être de quarante ans,,. » 
Il participa enfin au débat sur le budget où il attaqua pour la première fois le ministre de la Police, le comte Élie Decazes qu'il accusa de percevoir illégalement des impôts entachés d'immoralité et de substituer sans façon l'arbitraire des ordonnances à la fixité de la loi. L'attaque fut si vive et si directe, que la majorité troublée refusa la publication de ce discours.
La dissolution de la chambre décidée par l'ordonnance du 5 septembre 1816 l'irrita profondément et accentua encore son hostilité au cabinet Decazes, qu'il considérait comme l'instigateur de cette décision.

### Second mandat de député de 1816 à 1820

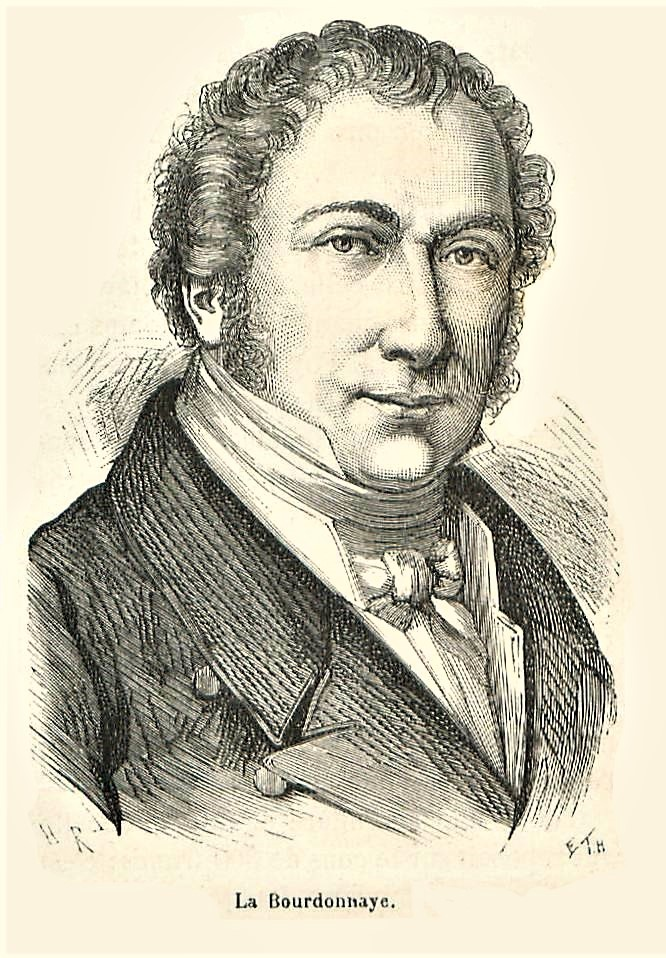
François Régis de La Bourdonnaye, comte de La Bretèche

Lors des élections du 4 octobre 1816, il est réélu député de justesse par 114 voix sur 220 votants et 269 inscrits malgré le ministère Decazes, qui avait vivement combattu sa candidature. En représailles, il déclara une guerre implacable au cabinet.
La discussion sur la loi sur les élections lui en offre une première occasion.
Lors de la précédente législature une telle loi avait déjà été discutée, mais n'avait pas abouti, or la nouvelle loi présentée par le nouveau ministre de l'Intérieur Lainé est fort différente.
Dans son discours sur cette loi, La Bourdonnaye reproche au cabinet l'effet désastreux de telles fluctuations sur l'opinion publique,,. »
Entrant dans l’examen approfondi du texte, et à la surprise générale, il conteste tout d’abord que cent mille électeurs puissent être considérés comme la représentation du Peuple. Mais, alors, que l’on aurait pu s’attendre à ce qu’il poursuive logiquement en appelant à l’extension du droit électoral, il en prend le contrepied dépeignant les « rassemblements immenses d’électeurs, accourant de tous les points des départements, à la manière des peuplades sauvages, et formant, dans leur nombreuse agglomération, l’image de ces caravansérails des gouvernements de l’Orient auxquels on essaie si souvent de nous façonner. » Puis de poursuivre « Voyez quels sont les hommes dont vous allez réveiller l’ambition et l’audace. Ce sont des hommes que leur éducation et l’habitude des affaires portent à se croire bon en tout ; ils verront la bannière levée, la carrière ouverte, et ils s’y précipiteront avec cet amour de richesses et de pouvoir qui les caractérise ».
Il conclut son discours par ces mots : « Je combats le projet comme en opposition avec le système monarchique, comme dépouillant de leurs droits politiques, la classe la plus nombreuse des propriétaires, comme contraire à l'égalité des droits et ayant pour résultat d'établir une chambre qui ne serait point l'interprète de l'opinion générale. Jamais loi plus injuste, plus oppressive, n'offrit plus de motifs pressants de se réunir contre elle et de prouver à l'Europe que nous voulons tous le maintien de la charte et le salut du trône et de la légitimité. »
Continuant la guerre qu'il menait face au gouvernement, il combattit au début de 1817 la prorogation de la loi sur la suspension des libertés individuelles. Il posa des principes incontestables en matière de liberté individuelle et se livra à de vives récriminations contre le ministre de la police. « Le ministre de la police est à la fois accusateur, témoin et juge. Il peut arrêter le sujet le plus fidèle du roi quand il veut et comme il veut, créer un système de terreur, enchaîner les plaintes, car il peut réduire l'accusateur au rôle d'accusé. Avec une puissance aussi absolue, il devient un magistrat redoutable au souverain, dangereux à la liberté, s'élevant au-dessus des chambres et au-dessus des lois. C'est l'autorité elle-même, c'est l'autorité tout entière. »
Il combattit ensuite la loi restrictive sur la presse, lors de la séance du 25 janvier 1817, la loi sur le recrutement qui, par le droit d'avancement à l'ancienneté, limitait selon lui les droits du roi.
Lors de la discussion sur le Budget de 1819, il réclama la disparition du Ministère de la Police : « Fille de la Révolution et nourrie de son lait, la police générale doit mourir avec elle. Elle n'a servi à aucun gouvernement, et elle en a renversé plusieurs. Nul gouvernement ne pourra s'affermir qu'il n'est commencé par la sacrifier. »
Puis, alors que le baron Louis, ministre des Finances, proposait de changer l'année financière, La Bourdonnaye se servit de ce débat pour résumer l'ensemble de ses craintes devant l'évolution du gouvernement. « En discutant le mécanisme de la loi, du moins, si c’était pour la monarchie ou pour la liberté que l’on fit autant d’efforts ! Mais on ne fonde pas la liberté publique sur la ruine de toutes les libertés, sur les atteintes portées à la sureté individuelle, sur l’oppression du vœu national par l’influence des élections, sur l’usurpation de tous les pouvoirs de la société, sur les mesures administratives les plus arbitraires, enfin sur la violation la plus manifeste des ordonnances et des lois, mais on ne consolide pas la monarchie en semant l’inquiétude dans la garde, l’inquisition dans l’armée, le trouble dans l’administration et le désordre dans les finances, pour favoriser les agioteurs et les capitalistes étrangers. Ce n’est donc ni la monarchie, ni la liberté que l’on sert, c’est l’anarchie que l’on sème, c’est le pouvoir absolu que l’on recueillera. Cependant, on sait bien que ce n’est pas sous le règne des Bourbons, que la liberté périra. Il faut le bras d’un tyran pour manier la verge du despotisme et ce n’est que sur les débris du trône légitime que l’épée d’un soldat pourrait forger les fers d’une nation égarée. » Ainsi, il révélait sa principale crainte : que les errances du gouvernement entraînent l'anarchie dans le pays, et que la monarchie parlementaire qu'il réclame succombe sous le joug d'une dictature militaire.
Cette loi obtint cependant la majorité à la chambre, et alors que son vote à la chambre des Pairs devait être une simple formalité, les Pairs en pleine rébellion depuis peu de temps face au gouvernement rejetèrent cette loi. Le Gouvernement se décida de briser la Chambre des Pairs en nommant soixante nouveaux Pairs qui modifièrent totalement sa composition et la faisant rentrer dans le rang.
Cependant, il s’insurgea devant ce coup d'État : « Si le ministère a pu licitement, par la nomination de soixante Pairs, changer la majorité dans la chambre haute, tous les ministres le pourront dans les mêmes circonstances ; et condamnée à se soumettre honteusement à tous les caprices des ministres, ou à voir se flétrir la Pairie par une agrégation perpétuelle de nouveaux membres, la première chambre cesse d’être indépendante et le gouvernement représentatif ne subsiste plus de fait. Toute opposition de loi, toute accusation vient échouer devant un pouvoir, dont la majorité mobile, comme l’intérêt du ministre, est soumise à sa volonté. Le plus beau de nos droits, la seule garantie de nos libertés, disparaissent, et non seulement nos plaintes ne peuvent plus arriver légalement jusqu’au trône, et demander la réforme des abus ; mais même le droit d’accuser les ministres périt entre nos mains, puisqu’il ne peut avoir d’autre résultat que d’irriter une puissance devenue inviolable, et dont le pouvoir sera d’autant plus redouté, que tout abus d’autorité ne pouvant être réprimé, leur manifestation ne servirait qu’à accroître la terreur en lui donnant un caractère légal. »
Il réclama alors une loi sur la responsabilité des ministres, mais la chambre ne le soutint pas et rejeta sa proposition. Il contribua enfin à la chute du ministère Decazes en février 1820.

### Troisième mandat de député de 1820 à 1824
Le 13 novembre 1820, il est une nouvelle fois réélu, par 225 voix sur 401 votants et 421 inscrits. L'élection de Charles François Louis Delalot et du général Gabriel Donnadieu voit le renforcement de ses idées à l'Assemblée. Chaque semaine, il se réunit avec ses partisans, chez l’ancien ministre redevenu député, le comte de Vaublanc, pour coordonner ses actions à l'Assemblée ,.
Intervenant dans plusieurs discussions importantes, il s'unit à la gauche pour faire tomber le second ministère Richelieu en décembre 1821.
En 1821, Villèle écarte La Bourdonnaye de son ministère pour garder le soutien du centre droit.
Lors de l'ouverture de la session du 4 juin 1822, la chambre porte La Bourdonnaye en premier à la Présidence, mais le roi lui préfère Ravez qui avait pourtant obtenu 16 voix de moins que lui. Il sera seulement Vice-Président.
Devenu le leader d'une opposition systématique, il rompt avec son ami Chateaubriand, le jour où celui-ci devient ministre des affaires étrangères (1823)
Il n'en défend pas moins la guerre à outrance avec l'Espagne tout en reprochant à Joseph de Villèle de vouloir « imposer à un roi captif et à une nation asservie une charte, garantie odieuse des intérêts nés de la révolte ».
Le 27 février 1823, tandis que le député Manuel, lors d'une discussion sur les fonds, semblait faire l'éloge de la Révolution et de la Convention nationale, il fut interrompu par de La Bourdonnaye qui se précipita à la tribune pour demander l'expulsion de ce député et s'écria : « Un tel attentat ne peut rester impuni, et c'est à la chambre qu'il appartient d'en faire justice. Sa haute juridiction n'a pas besoin d'être écrite, elle est nécessaire, inaliénable, elle n'a de limites que celles même du crime qu'elle est appelée à punir ». Dès le 1er, sur son rapport, la chambre vote l'expulsion.

### Quatrième mandat de député de 1824 à 1827
Il est à nouveau réélu le 6 mars 1824, malgré une forte opposition du gouvernement qui avait profité de la dissolution pour éliminer de la chambre toute l'opposition de gauche et une bonne part de celle de droite.
Le 5 juin 1824, le gouvernement proposa à la chambre de modifier la durée de son mandat à 7 ans, c'est pourquoi on appela cette loi septennale. Après passage à la chambre des Pairs où elle obtint facilement la majorité, elle arriva à la chambre des députés, où La Bourdonnaye s'insurgea contre ces modifications perpétuelles du fonctionnement des institutions qui ne pouvaient aboutir qu'à l'instabilité et à de nouvelles révolutions. Répondant à ceux qui justifiaient cette mesure comme permettant le renforcement de la monarchie, il affirma : « En vain nous objecterait-on que cette chambre est royaliste. Qui vous assure qu’elle le sera toujours ? Ce sont des institutions et non des hommes qu’il nous faut ! Car, lorsqu’on a des institutions, on n’a pas autant besoin des hommes. Je crois donc que la loi n’est faite que pour assurer la tranquillité passagère des ministres, mais qu’elle ne peut servir à consolider l’œuvre de la Restauration. »
En 1825, défendant le "milliard des émigrés", il affirma que cela assurerait la paix publique en renvoyant les classes à leurs états antérieurs à la Révolution: "On parle de l'intérêt des contribuables. Les contribuables voient le rétablissement de la tranquillité , de la concorde publiques ; ils voient toutes les classes replacées dans le même état qu'avant la révolution , dans un état calme et prospère. Ils sentent que de tels résultats ne seront point trop chèrement achetés.".
En 1826, les ministres intentèrent un procès contre le Journal of Commerce. La Bourdonnaye, toujours prompt à l'opposition au gouvernement, défendit la liberté de la presse et le gouvernement représentatif : « Tout se réduit à ceci : Plus d’opposition ! En voulant détruire toute opposition, c’est le gouvernement représentatif lui-même que vous attaquez dans sa base ! Car sans l’opposition, le gouvernement représentatif ne serait plus qu’une tyrannie organisée ! Ce serait de tous les gouvernements le plus épouvantable ; ce serait la Convention à une seule tête. Le gouvernement représentatif a besoin d’une minorité, et cette minorité ne vit que par l’opinion publique. Si vous établissez que la majorité a le droit de faire taire les résistances qui l’embarrassent et d’imposer silence aux voix qui l’importunent, il arrivera une époque où la décomposition de l’esprit public nous amènera à voir tous les journaux de l’opposition, tous les journaux contraires à l’opinion de la majorité, écrasés tour à tour. »
Le 9 mars 1827, il fit lire a la Chambre une déclaration où il déclarait que le projet d'indemnités pour les colons de Saint-Domingue était illégal car étant la conséquence d'une cession illégale de territoire, justifiant son opinion par le fait que toute cession de territoire devait, dans l'ancienne monarchie, être ratifiée par le Parlement ou les états généraux.

### Cinquième mandat de député de 1827 à 1829
Après la dissolution de 1827, il fut réélu une nouvelle fois le 24 novembre, où il obtint 161 voix sur 301 votants et 333 inscrits. Il aurait pu alors rentrer dans le cabinet Martignac comme ministre des finances, le roi Charles X était prêt à l'appeler, mais des intrigues multiples l'en empêchèrent.
Il échoua également une nouvelle fois pour la présidence de la chambre, alors que le premier tour de scrutin lui avait donné une majorité relative de 178 voix.
Durant cette nouvelle mandature, tout en gardant son indépendance, il adopta une attitude plus proche du gouvernement, mais sans lui donner un appui constant, et tempéra fortement sa véhémente opposition passée. Il ne cessa alors de défendre la monarchie dans toutes les circonstances où elle lui parut compromise.
Ainsi, lors d'un comité secret le 14 juillet 1828, il s'opposa à la prise en considération de la proposition d’Eusèbe Salverte tendant à supplier le roi de réorganiser la Garde nationale à Paris. À cette occasion il expliqua sa position par ces mots : « Le Gouvernement doit-il reconnaître l'autorité publique dans l'autorité de la baïonnette ? Que le trône souffre une fois un pareil abus, que la manifestation d'un vœu par une troupe sous les armes ne trouve aucune résistance, le Prince aura cessé de régner. »
Puis, il eut ces paroles prophétiques : « En 1789, à pareil jour, à pareille heure peut-être, la monarchie s'écroulait… Quarante ans de malheurs et d'agitations se sont écoulés depuis, et je ne sais quelle fatalité nous pousse vers le même abîme et par le même chemin. Messieurs, souvenez vous que c'est aujourd'hui le 14 juillet, et comparez ce qu'il faut d'efforts pour renverser une monarchie de quatorze siècles et ce qu'il en faudrait pour renverser une monarchie de quatorze ans. »
En avril 1829, lors de la discussion sur la loi d'organisation départementale, il s'éleva contre elle et il en profita pour exposer les principes qui devaient selon lui régir la balance à maintenir entre les principes de la monarchie et la démocratie. Il conclut son intervention à la chambre en affirmant que « des frottements multipliés dans les moindres rouages de la machine politique, ne pourraient qu'en arrêter le mouvement, et ce mouvement c'est l'action du pouvoir royal, qui maintient l'ordre, veille à tous les besoins et vivifie toutes les parties de l'Empire. Ce mouvement, c'est la providence de l'État dont la marche inaperçue protège la propriété, la sureté, la vie des citoyens contre l'abus de la force et de l'immoralité. Enfin, l'action du pouvoir royal est la sauvegarde de tous les droits, de tous les intérêts, de toutes les libertés, c'est même la sauvegarde de ceux qui l'attaquent avec le plus de violence et la livrent avec le plus de faiblesse et de légèreté. Je ne puis compromettre cette puissante garantie, première condition de notre pacte social et première nécessité de la monarchie constitutionnelle. »
Durant la même époque, il fut fréquemment reçu par le roi Charles X avec qui il put échanger sur la situation politique du moment et se faire apprécier du roi qui le voyait comme un homme énergique et dévoué.

## Ministre de l'Intérieur en 1829

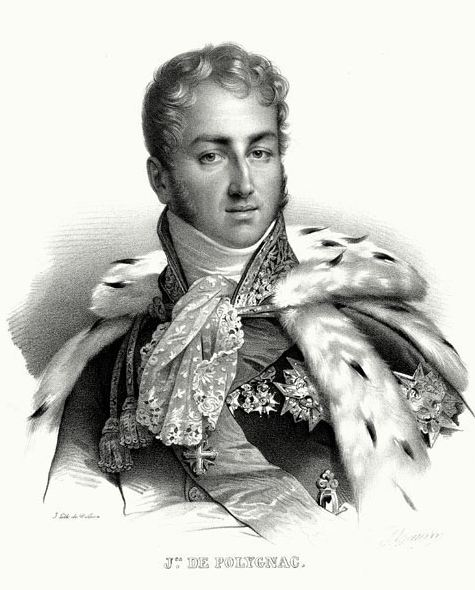
Le prince Jules de Polignac, chef de La Bourdonnaye au ministère en 1829

Après la chute du ministère Martignac, il fut appelé le 8 août 1829 à faire partie du nouveau cabinet au côté de l'amiral de Rigny, du maréchal de Bourmont, de messieurs Courvoisier et de Chabrol, sous la direction du Prince Jules de Polignac qui lui confia le ministère de l'intérieur.
À ce propos, Charles X aurait dit « Il faut bien essayer de ces gens qui se plaignent toujours ». Impopulaire, il incarne alors la terreur blanche de 1815 pour l'opinion publique.
Cette nomination causa une certaine émotion. La presse libérale l'accueillit par des manifestations peu équivoques, et le Journal des débats, sous la plume d'un jeune rédacteur appelé Saint-Marc Girardin, rappela que La Bourdonnaye représentait « la faction de 1815, avec ses amnisties meurtrières, ses lois de proscriptions, sa clientèle de massacreurs méridionaux »,.
Pourtant, le roi avait voulu nommer un ministère de coalition dont la mission principale était d'en finir avec les concessions dont on déplorait les excès. À aucun moment, un coup d'État ou le recours à la violence n'était envisagé à ce moment. Dans la seule circulaire qu'il publiera à l'attention des préfets, le ministre de l'intérieur déclarait : « Placés entre les libertés publiques que la ferme volonté du roi est de maintenir et les écarts de la licence qu'il importe de réprimer, votre devoir est de faire exécuter les lois sans acceptation de personnes. Mais en assurant à tous justice et protection, l'administration ne doit faveurs et récompenses qu'aux services rendus au Prince et à l'État. Sa confiance ne peut être accordée qu'à ceux qui savent la mériter. L'intention du gouvernement n'est point d'ailleurs de troubler les situations établies, ni de faire une réaction. Tout ce qui voudra se rattacher franchement à lui et le seconder dans la stricte observation de la charte, doit compter sur son appui ».
Malgré ses prises de position modérées, les partis, devenus implacables n'eurent de cesse de le déconsidérer.
Durant son ministère, il s'occupa de réglementer la Boucherie de Paris, réorganisa l'Académie de médecine et étendit l'institution de l'école des Chartes.
Cependant, des dissensions apparurent rapidement au sein du Conseil des Ministres, Polignac, dominé par des préoccupations religieuses dont la quiétude absolue devant la gravité terrible de la situation lui fit se plaindre de la réserve, de la froideur et du total manque de confiance du ministre de l’Intérieur à son égard. Il alla jusqu'à dire « Tout est impossible, cet homme est plus insociable que je ne pensais ». Le garde des Sceaux, de son côté, gardait une défiance insurmontable à la vue d'un homme qui s'était constitué naguère dans une opposition si flagrante avec lui.
Puis, lors d'un conseil, il intervint pour dire que les choses ne pouvaient plus rester ainsi dans un état aussi stationnaire. Il insista fortement pour la dissolution immédiate de la chambre qui en imposerait aux partis. Un long atermoiement ne pouvant que faire languir l'opinion et frapper de dissolution ce qui restait de la consistance et de la cohésion du parti royaliste, mais Jules de Polignac se refusa de l'entendre et s'opposa fortement à une action si énergique.
La question fut soumise au roi qui décida de nommer un Président du Conseil. Reçu par le roi, La Bourdonnaye exposa au roi qu'une telle mesure concentrerait toutes les hostilités, toutes les haines, tous les ressentiments sur une seule tête. Il déposa donc sa démission le 8 novembre 1829 entre les mains du roi qu'il accompagna de ces paroles terribles : « Quand je joue ma tête je veux au moins tenir les cartes ». Sa démission fut acceptée par le roi.

## Fin de carrière
Après sa démission, une ordonnance royale le nomma ministre d'État et membre du conseil privé.
Il est finalement élevé à la pairie, le 27 janvier 1830 et reçoit une dotation de 10 000 francs.
Sans influence au sein de la Chambre des pairs, la révolution de juillet 1830 met un terme définitif à sa carrière politique, à la suite de la décision de Louis-Philippe Ier d’annuler toutes les nominations faites par Charles X.
Il se retire alors en son château du Mesangeau, où il meurt après de longues et douloureuses souffrances.

## Surnoms
Il est surnommé le "jacobin blanc" par Élie Decazes.
Après sa proposition d'abolir le timbre sur les brochures et journaux quotidiens. La Minerve, journal libéral, le surnomma l'Ajax du côté droit.

## Œuvres
- Discours du 28 décembre 1816 sur le projet de loi électorale.
- Discours du 25 janvier 1817 sur la liberté des journaux
- Discours de 1818 sur le projet de loi sur le recrutement dans l'armée.
- Discours de 1819 sur le budget des dépenses du ministère de la guerre.
- Discours du 16 mai 1821 projet de loi sur les pensions ecclésiastiques.
- 14 juillet 1828